# 로디 T.I.B.B.역
로디 T.I.B.B. 역 (Lodi T.I.B.B., 또는 로디 테이베베 역)은 밀라노 지하철 3호선의 역이다. 로디 광장에 위치해 있으며 그 이름은 로디 광장과 몇년간 지하철 열차를 제작한 회사인 테크노마기아 이탈리아노 브라운 보베리 (줄여서 T.I.B.B.)에서 따왔다. 1991년 5월 12일에 문을 열었다.
역 구조는 1면 2선의 지하 역이며, 역 지상에는 밀라노 포르타 로마나 역이 부근에 자리해 있다.

## 환승
로디 T.I.B.B. 역의 주된 환승수단은 밀라노 포르타 로마나 철도역이다.
역 근처에는 ATM이 운영하는 트롤리버스 정류장과 버스 정류장이 있다.
- 철도역 (밀라노 포르타 로마나 역)
- 트롤리버스 정류장 (Lodi M3, 90번, 91번, 92번)
- 버스 정류장

## 시설
이 역에는 다음과 같은 시설이 있다.
- 장애인 접근시설
- 엘리베이터
- 에스컬레이터
- 매표기
- 역 감시카메라